# Himmelsberga, Kungsörs kommun
Himmelsberga är en småort i Torpa socken i Kungsörs kommun. Torpaslätt ingick i denna småort från 2105 till 2023 men var före och efter den tiden en separat småort. 
I Himmelsberga finns det ett sågverk.